# Powiat Kiso
Powiat Kiso (jap. 木曽郡 Kiso-gun) – powiat w Japonii, w prefekturze Nagano. W 2024 roku liczył 23 896 mieszkańców.

## Miejscowości
- Agematsu
- Kiso
- Kiso
- Nagiso
- Ōkuwa
- Ōtaki